# 28093 Staceylevoit
28093 Staceylevoit este un asteroid din centura principală de asteroizi.

## Descriere
28093 Staceylevoit este un asteroid din centura principală de asteroizi. A fost descoperit pe 14 septembrie 1998 la Socorro, New Mexico, în cadrul proiectului LINEAR. Asteroidul prezintă o orbită caracterizată de o semiaxă mare de 2,34 ua, o excentricitate de 0,16 și o înclinație de 3,8° în raport cu ecliptica.